# 秘密結社 (装甲騎兵ボトムズ)
秘密結社（ひみつけっしゃ）は、テレビアニメ『装甲騎兵ボトムズ』の世界で、主人公キリコ・キュービィーと対立する組織。

## 概要
銀河結社マーティアルから分裂した組織であり、そのため政治結社というよりも宗教的な部分を強く残している。多くが元ギルガメス軍軍人達で構成されている。
首領であるアルベルト・キリィ元ギルガメス軍少将をはじめ、ギムアール・イスクイ元少佐、セルジュ・ボロー元少佐、シムカス・フットー元大佐などで、アストラギウス銀河の神と呼ばれるワイズマンを崇めており、そのワイズマンの意を受けて行動し、百年戦争末期から、休戦中にかけて暗躍していた。

## 神の手足
ワイズマンの指令を受け、歴史の陰で暗躍してきたが、ギルガメス、バララント両連合国家からもその存在は断片的にしか知られておらず、アストラギウス暦7214年のクエント事変において、「神の子の組織」という通称を与えられた。
秘密結社の主目的は、ワイズマンの指示どおりに任務をこなすことだが、ワイズマンから提供されたテクノロジーを用いて様々な新兵器を開発したり、また、様々な兵器などを各国に供給していた。
それはワイズマンが求める自身の後継者たる異能者を生み出すことにも関連しており、ギルガメス、バララント両陣営の戦いだけでなく、より確実に異能者を生み出す土壌造りが彼らに与えられた役回りだったといえる。
ギルガメス軍が開発していたPS技術を強奪し、その技術を独占したり、アデルハビッツ社開発のX・ATH-P-RSC”グラントリードッグ”（ブラッドサッカー）の強奪や、コルヴェ星系のウットヘルト社との関係なども囁かれているという。また、終戦前に軍を退いたレッドショルダー設立者であるヨラン・ペールゼンとの関係も指摘されている。
そして、神が選んだ後継者たるキリコ・キュービィーと常に関わっており、組織にとって危険な存在たるキリコ抹殺も図ったが、それこそ、ワイズマンが望んだ結果であり、キリコは秘密結社の攻撃を退けたばかりか、自らの後継者に相応しい力を発揮し、最終的に秘密結社をも支配下に置くことになった。
ワイズマンにとって秘密結社はあくまで目的を果たすための道具でしかなく、最高幹部といえども役目を終えれば処分される存在でしかない。また基本的にワイズマンの指示には忠実とはいえ、幹部内でクエントの技術を手に入れようとする野心的目的を持つ、キリコの後継者任命に意を反するなど必ずしも一枚岩とは言えない組織である。こうした組織の脆さはアーロンの反乱未遂とそれによるキリコの恐怖支配で表面化することになり組織として内部崩壊を起こすことになる。
こうして役回りを終えて用済みとなった秘密結社はクエント事変において、ギルガメス、バララント連合軍の攻撃から“神の子”キリコの盾となり、ワイズマンを騙すために芝居を演じるためキリコに利用される形で壊滅した。

## パーフェクトソルジャー技術
戦争に対応する新人類たるパーフェクトソルジャー（以後"PS"）の開発は百年戦争末期に始まり、小惑星リドで研究されていたが、秘密結社の襲撃により、素体と呼ばれるPS第1号プロト・ワンは奪取されてしまう。そして、ウドでPSの調整を行い、デライダ高地で第二のPSであるプロト・ツーイプシロンを生み出し、クメン王国内乱でもビーラーゲリラを支援して、イプシロンをブルーATに乗せて、PSの実験場としていた。
PS研究は組織の双子の科学者のアロン・シュミッテルとグラン・シュミッテルによって行われていた。
なお、PS技術を普通の人体にも用いられるように、トガル元中佐によって発案、計画されたナーブ・コネクター技術によるFS計画を生み出したのも秘密結社が中心であり、このFS計画とナーブ・コネクター技術は、惑星ファニーの崩壊と共に消滅したとされる（『装甲騎兵ボトムズ ライトニングスラッシュ』）。

## 軍事力
かなりの規模を持つ開発拠点が各地に存在し、宇宙戦艦やアーマードトルーパー（以後"AT"）部隊を擁するなど軍事力は高い。ただし、劇中描写から見る限り、艦隊規模の軍事力を有するまでには至っておらず、あくまで局地的、限定的な物に過ぎない。
大半の戦力は惑星クエントで旗艦と共に全滅したと見られる。ただし、組織壊滅後も戦艦テルタインを初めとする残存勢力は何処に潜伏しているとも考えられる。

### 宇宙艦艇
いずれも秘密結社の旗艦。テルタインはメルキア軍の退役艦を強奪した初代旗艦で、物語終結時では艦長のフットー元大佐と共に消息不明。
- 戦艦テルタイン
- 分離式戦闘母艦

### AT戦力
一般兵が使用する既製のAT。いわゆるトータス系ATばかりである。これは秘密結社と開発メーカーとの間に何らかのつながりがあると見られている。
- ATH-14-ST スタンディングトータス
- ATH-14-SA スタンディングトータスMK-II
- ATH-14-WP スタンディングタートル

### 開発アーマードトルーパー
クエントに潜んでいたワイズマンの持つ古代のオーバーテクノロジーの断片は、秘密結社にて、PSとそれに合った独自のAT開発を行わせることにもなった。殆どの機体は試作機かカスタム化されたPS用の専用機である。なお、ツヴァークは一般兵用の量産機である。また、OVA登場のブラッドサッカーも一般兵用量産機との説もある。
これらの技術は断片的に、メルキア軍にも流用されたが、こういった機体は第四次銀河大戦では殆ど用いられなかった。なお、「神の目」でありバララント軍人でもあるジャン・ポール・ロッチナ大尉がPSとAT技術をバララントに持ち込み、バララント軍PSや、専用AT・BATH-XXエクルビスの開発に繋がったが、これらも開戦後には使われなかった。
- ATM-09-GC ブルーティッシュドッグ
- X・ATH-P-RSC ブラッドサッカー
- ATH-14-WPC スナッピングタートル
- X・ATH-01 プロトタイプストライクドッグ
- X・ATH-02 ストライクドッグ
- X・ATL-01-DT ツヴァーク
- X・ATH-02-DT ラビドリードッグ
- X・ATH-11-SA ガスティドッグ
- X・ATH-07-DA スカラップス
- X・ATH-X-HSW トライアルゴリラ
- X・ATH-02-SNC フィアズリードッグ

上記各機体の詳細はアーマードトルーパーの記事を参考のこと。